# Tvrdi metal
Tvrdi metal ili tvrda legura je tehnički materijal koji se odlikuje velikom tvrdoćom, osobito na visokim temperaturama, i otpornošću prema trošenju. To nisu metali u običnom smislu, nego kompozitni materijali koji se sastoje od karbida ili nitrida nekih prijelaznih metala (volframa, titanija, tantala, molibdena, kroma) kao tvrde faze, i od kobalta ili nikla kao veznoga metala. Tvrda se faza mnogo bolje otapa u rastaljenom veznom metalu nego obratno. Najveću topljivost pokazuje volframov karbid u kobaltu, pa je to jedan od razloga što se tvrdi metali najčešće sastoje upravo od tih sastojaka. Tvrdoća tvrdih metala iznosi približno 1 500 HV (tvrdoća po Vickersu), dok je tvrdoća alatnoga čelika 900 HV, a konstrukcijskoga čelika samo 100 HV. Tvrdi metali proizvode se sinteriranjem smjese sastojaka u obliku praha. Tijekom sinteriranja vezni metal počinje na 700 °C otapati karbid, tako da se stvori tekuća faza zasićena karbidom koja ispunjava prostor između ostalih karbidnih čestica. Osim toga, tvrdi metali proizvode se i prevlačenjem, odnosno nanošenjem tankoga sloja tvrdoga materijala na metalnu podlogu, najčešće kemijskim taloženjem pri raspadu pogodne smjese plinova.
Tvrdi metali zbog svoje velike tvrdoće služe za obradu metala, kamena, plastike i drva. Koriste se u širokom rasponu, od praha za brušenje i poliranje do zbijenih (kompaktnih) materijala od kojih se izrađuje alat za tokarenje, bušenje, rezanje navoja, skidanje strugotine, blanjanje i drugo. Pločica od tvrdoga metala može se zalemiti na nosač tokarskog alata, ali se uglavnom koriste okretne rezne pločice koje se mehanički pričvršćuju na alatni držač. One su obično okrugle, trokutaste, romboidne, kvadratne i slično i njihove se oštrice mogu okretanjem redom dovoditi u radni položaj pošto se prethodna oštrica istroši. Primjenjuju se pogotovo u izradi oštrica različitih alata – tokarskih noževa, glodaćih glava, svrdala, rezača, strugača i slično. Osim toga, tvrdim metalom oblažu se osobito izložena mjesta i dijelovi strojeva kao što su ventilska sjedišta i bridovi lopatica parnih turbina, ili se od njega izrađuju prsteni na pločicama za izvlačenje, sapnice za pijesak ili sačmu, matrice za preše i slično.
Tvrdi metal se upotrebljava za izradu visokokvalitetnih reznih alata, kod kojih mogu da se primijene velike brzine rezanja i dobije visok kvalitet površine koja se obrađuje. Zbog visokih temperatura koje se pri postupcima rezanja razvijaju (> 700 °C), zahtjev u svojstvima se prije svega odnosi na veliku tvrdoću, otpornost na trošenje i stabilnost osobina na povišenim temperaturama (puzanje). Rezni alati izrađeni od tvrdih metala imaju bolja svojstva od alata izrađenih od brzoreznih čelika, posebno bolja svojstva rezanja na povišenim temperaturama. Izrađuju se postupkom sinteriranja (metalurgija praha) kao na primjer tvrde legure na osnovi volframovog karbida, titanijevog karbida, titanijevog nitrida (kompozitni materijal) i postupkom lijevanja kao što su steliti, za brzine do 500 m/min i temperature do 1 000 ºC. Zbog načina dobivanja, ali i velike tvrdoće, tvrdi metali ne mogu da se oblikuju plastičnim deformiranjem (kao na primjer kovanjem), niti da se toplinski obrađuju.
Volframov karbid WC dobiven metalurgijom praha (sinterovanje) je prvi prikazao 1927. Friedrich Krupp iz Njemačke, pod nazivom vidija (njem. wie Diamant - u prijevodu poput dijamanta).

## Optimalna brzina rezanja
Materijali koji se koriste za izradu alata imaju neku graničnu temperaturu nakon koje se oštrica brzo zatupljuje. Prosječne vrijednosti tih temperatura dane su u tablici:
| Materijal alata         | Granična temperatura (°C) |
| ----------------------- | ------------------------- |
| Visokougljični čelik    | 150                       |
| Brzorezni čelik (HSS)   | 600                       |
| Legure                  | 700                       |
| Tvrdi metali (WC i TiC) | 870                       |
| Oksidna keramika        | 1 150                     |

## Vrste tvrdog metala

### Volframov karbid
Volframov karbid (WC) jedan je od najtvrđih tvari i glavnih proizvoda na bazi volframa, a koristi se za izradu brzoreznih alata ili kao nanos na alatima iz tvrdog sinterovanog metala (metalurgija praha), te za alate koji se upotrebljavaju u naftnoj industriji i rudarstvu - za najkritičnije dijelove (vrhove bušilica i rudarskih drobilica). Volframov karbid ima tvrdoću 9,5 na Mohsovoj ljestvici od 10 (za dijamant) i talište pri 2870 °C.

### Titanijev karbid
Titanijev karbid (TiC) je izuzetno tvrdi (po Mohsovoj ljestvici tvrdoća iznosi od 9 do 9,5) keramički materijal, po svojstvima sličan volframovom karbidu. Uglavnom se koristi kod svrdla za bušenje. Izgled ima kao crni prah, s plošno centriranom kubičnom kristalnom rešetkom, slično kao natrijev klorid. Koristi se i za dobivanje meterijala kermet (keramika + metal), pločica iz tvrdog metala koje se koriste za rezne alate.

### Titanijev nitrid
Titanijev nitrid (TiN) je izuzetno tvrdi keramički materijal, koji se često koristi kao tvrda zaštitna prevlaka na titanijevim legurama, čeliku, aluminijskim dijelovima, da štite površinu alata ili konstrukcijskih dijelova od trošenja. Ponekad se koristi i kao nakit, jer svojom bojom i izgledom podsjeća na zlato. Zbog svoje neotrovnosti koristi se i kao prevlaka na medicinskim umetcima, kao što su umjetni kukovi. U većini primjena debljina tankog sloja titanijevog nitrida je manja od 5 μm ili 0,005 mm.

### Stelit
Osnovni elementi koji ulaze u sastav stelita su kobalt (20–65%), krom (11–32%), volfram (2–5%), kao i određena količina ugljika. Odlikuju se velikom tvrdoćom i na povišenim temperaturama (na 750°C tvrdoća im je ~ 750 HV) i otpornošću na trošenje, ali su krhki i osjetljivi na udar. Stoga se od njih izrađuju rezni alati kojima se postižu velike brzine rezanja, ali u mirnim radnim uvjetima (bez promjene tlaka). 
Steliti su potpuno nemagnetični i antikorozivni. Primjer legure za rezne alate je Stelit 100, koja vrlo tvrda i zadržava oštri rezni brid i pri visokim temperaturama. Otporna je i na kaljenje i popuštanje pri zagrijavanju. Osim izvanredne tvrdoće, steliti imaju i izuzetnu žilavost. Vrlo teško se obrađuju rezanjem, pa su dijelovi veoma skupi. Obično će se stelitni dio izraditi lijevanjem s minimalnim zahtjevima za brušenje. 
Primjenu nalaze kod zubaca pila za rezanje, tvrdog navarivanja (otpornost prema trošenju), kao i kod dijelova otpornih prema kiselinama. Zamijenili su sjedišta ventila kod motora s unutarnjim izgaranjem, zatim u vojnoj industriji, za izradu kalibra puščanih cijevi. Moderne turbine mlaznih motora imaju lopatice od legura stelita, jer imaju visoku temperaturu topljenja i zadržavaju dobre osobine čvrstoće na visokim temperaturama. Često su se koristile kao rezni alati za rezanje nehrđajućih čelika (tokarski nož), jer imaju bolje osobine od ugljičnih alatnih čelika, a i od brzoreznih čelika. Talonit je stelit koji je vruće valjan i kaljen na poseban način, kako bi pružio dobru kombinaciju tvrdoće, otpornosti prema trošenju i obradljivosti rezanjem.

### Kermet
Kermeti su uglavnom kompozitni materijali sačinjeni iz keramičkih (ker) i metalnih (met) materijala. Idealni kermet ima optimalne osobine keramike, na primjer visoka temperaturna postojanost i tvrdoća, a tako i osobine metala, na primjer sposobnost plastičnog deformiranja. Metal se koristi kao vezivo za oksid, borid, karbid, ili glinicu. U općem slučaju, metali koji se ovde upotrebljavaju su nikal, molibden i kobalt. U zavisnosti od vrste strukture materijala, kermeti mogu također biti metalni matrični kompoziti, ali obično sadrže manje od 20% metala u obujmu. 
Kermeti se obično koriste u proizvodnji otpornika (posebno potenciometara), kondenzatora, i drugih elektronskih dijelova koji rade na povišenim temperaturama. U izradi alata, volframov karbid se smatra kermetom, iako je njegova upotreba veoma raširena, pa se smatra zasebnom klasom materijala (tvrdi metal). Kermeti se upotrebljavaju umjesto WC kod pila i drugih tvrdo zalemljenih alata, zbog svojih izvanrednih osobina otpornosti prema trošenju i prema koroziji. TiCN, TiC, TiN i slični materijali se mogu tvrdo zalemiti, ako se prethodno posebno pripreme, dok brušenje zahtjeva specijalne uvjete. 
Složeniji materijali, poznati kao Kermet 2 ili Kermet II, se sve češće upotrebljavaju zbog dužeg vijeka reznog alata. Neki tipovi kermeta će nalaziti primjenu u svemirskoj tehnologiji, kao mehanički štit od udara mikro meteoroida velikih brzina i od orbitalnog otpada. 
Kermeti su korišteni u spajanju keramika–metal (elektronske cijevi). Keramičke cijevi mogu da rade na višim temperaturama od staklenih cijevi. Također imaju veću čvrstoću i otpornost prema toplinskom šoku. Danas nalaze primjenu u sunčevim toplovodnim sustavima. Koriste se i keramika–metal zatvarači kod gorivih ćelija i kod drugih uređaja koji pretvaraju kemijsku, nuklearnu ili termoionsku energiju u električnu energiju. Zatvarači keramika–metal se koriste i za izolaciju električnih dijelova kod turbinskih generatora koji rade u sredinama s korozivnim parama tekućih metala. Kermeti se koriste i u zubarskoj tehnici kao materijali za popunjavanje i proteze. Jedan poznati primjer kermeta je svjećica za benzinske motore. Obično je izolator u ovom slučaju aluminijev oksid. Također nalaze primjenu i kod automobilskih kočnica i spojki.